# Niels Jensen (forfatter)
 For alternative betydninger, se Niels Jensen. (Se også artikler, som begynder med Niels Jensen)
Niels Jensen (født 26. juli 1927 i Toftlund, død 1. april 2015 på Anker Fjord Hospice) var en dansk forfatter, lærer og skolebibliotekar. Han er mest kendt for børnebogen Da landet lå øde fra 1971 som han vandt Gyldendals jubilæumskonkurrence med og modtog Kulturministeriets Børnebogspris for året efter, og er oversat af Inger Berset (no) til norsk (Gjennom øde land).